# Бернд Пішетсрідер
Бернд Петер Пішетсрідер (нім. Bernd Peter Pischetsrieder, нар. 15 лютого 1948, Мюнхен) — німецький менеджер. Працював у BMW з 1993 по 1999 рік у Volkswagen AG у Вольфсбурзі як генеральний директор з 2002 по 2006 рік. З 2021 по 2024 рік був головою наглядової ради Mercedes-Benz Group AG.

## Життєпис
Бернд Пішетсрідер вивчав машинобудування в Технічному університеті Мюнхена з 1968 по 1972 рік і зайняв свою першу посаду планувальника виробництва в BMW в 1973 році. Його кар'єра в BMW привела його в Преторію в 1982 році в якості керівника виробництва в BMW в Південно-Африканській Республіці. Він залишався тут до 1987 року, а потім повернувся до корпоративної штаб-квартири в Мюнхені, де він був призначений до правління в 1991 році і обійняв посаду голови в 1993 році. Пішетсрідер став відомий насамперед завдяки купівлі британської Rover Group Holdings Ltd., яку він створив у 1994 році від BMW. Однак поглинання не принесло бажаного успіху, тому марки Rover, MG і Land Rover були знову продані. Пощастило тільки Mini.
На початку 1999 року Пішетсрідеру довелося залишити BMW і перейти до Volkswagen Group на посаду боса SEAT. Там він зайняв посаду генерального директора від Фердинанда Пієха в 2002 році.
Пішетсрідер покинув правління вольфсбурзької автомобільної групи 31 грудня 2006 року. Його наступником став попередній голова правління дочірнього концерну Volkswagen, Audi, Мартін Вінтеркорн. Особисті розбіжності між Пішетсрідером і Пієхом були названі підґрунтям для «звільнення». Під час свого перебування на посаді Пішетсрідер збільшив вартість VW AG на фондовому ринку на 80%, але в процесі скасував багатьох рішень, прийнятих його попередником Пієхом. У результаті Пієх усе більше бачив під загрозою інтереси акціонера Porsche, співвласником якого він був. Пішетсрідер втратив свою посаду через голосування члена наглядової ради та прем’єр-міністра Нижньої Саксонії (яка володіє 20,00% звичайних акцій VW) Крістіана Вульффа. Наступник Вінтеркорна був довіреною особою Пієха. Пішетсрідер працював у Volkswagen AG до 2012 року.
Пішетсрідер є головою наглядової ради перестраховика Munich Re з 1 січня 2013 року. Також є членом ради директорів Компенсаційного фонду Віттельсбаха.
31 березня 2021 року Пішетсрідер обійняв посаду голови наглядової ради тодішньої Daimler AG як наступник Манфреда Бішоффа. Обіймав цю посаду до 8 травня 2024 року, далі його змінив Мартін Брудермюллер.
Пішетсрідер також працює сенатором в acatech – Німецькій академії інженерних наук.